# Uranocircita
La uranocircita es un mineral de la clase de los minerales fosfatos, según la clasificación de Strunz. Fue descubierta en 1877 en Bergen, en el estado de Sajonia (Alemania), siendo nombrada así por su contenido en uranio y por su localidad de descubrimiento -traducido al griego-. Un sinónimo poco usado es autunita bárica.

## Características químicas
Es un fosfato hidratado de uranilo y bario, del grupo de la autunita, semejante a ésta. Antiguamente se consideraban los dos minerales siguientes, si bien según la IMA el primero podría no ser un mineral sino una variedad hidratada del segundo, la uranocircita en sentido estricto:
- Uranocircita-I, de fórmula Ba(UO2)2(PO4)2·12H2O
- Uranocircita-II, de fórmula Ba(UO2)2(PO4)2·10H2O

## Aspecto
Se presenta en pequeños cristales tabulares que pueden presentar maclas polisintéticas. Normalmente se encuentra en masas laminares o en costras terrosas. Es radiactiva y fluorescente a los rayos UV. Puede transformarse en meta-uranocircita por parcial deshidratación.

## Localización
No es muy abundante. Se hallan algunas muestras en Morvan y Puy-de-Dôme (Francia) y en Wölsendorf, Wittichen y Bergen (Alemania).
Un yacimiento español es el de Escalona (Toledo) aunque también hay un yacimiento que no se explota en la Sierra de Albarrana (Córdoba).